# Thomas Burton Bottomore
Thomas Burton Bottomore (1920–1992), brytyjski socjolog marksistowski. Wykładał w London School of Economics (1952-1964), był sekretarzem w Międzynarodowym Stowarzyszeniu Socjologiczne (International Sociological Association) (1953-1959), a w latach 1968-1985 profesorem na Uniwersytecie w Sussex.

## Autor prac
- Early Writings of Karl Marx (1964) (edytor i tłumacz)
- Marx: Selected Writings in Sociology & Social Philosophy (1964) (edytor)
- Elites and Society (1964)
- Classes in Modern Society (1966)
- Critics of Society: Radical Thought in North America (1968)
- Sociology: A Guide to Problems & Literature (1968)
- Karl Marx (1969)
- Karl Marx (1973) (edytor)
- Sociology as Social Criticism (1975)
- Marxist Sociology (1975)
- A History of Sociological Analysis (1979) (edytor wraz z Robertem Nisbetem)
- Modern Interpretations of Marx (1981) (edytor)
- Georg Simmel - The Philosophy of Money (1982) (tłumacz wraz z Davidem Frisby)
- A Dictionary of Marxist Thought (1983) (edytor)
- Sociology and Socialism (1984)
- Theories of Modern Capitalism (1985)
- Interpretations of Marx (1988) editor
- The Capitalist Class: An International Study (1989) (współautor Robert J. Brym)
- The Socialist Economy-Theory and Practice (1990)
- Between Marginalism and Marxism: The Economic Sociology of J A Schumpeter (1992)